# ماساكازو تاشيرو
ماساكازو تاشيرو (باليابانية: 田代 真一) (26 يونيو 1988 في ميغورو في اليابان – )؛ هو لاعب كرة قدم ياباني سابق كان يلعب كمدافع.

## وصلات خارجية
- ماساكازو تاشيرو على موقع رابطة كرة القدم اليابانية للمحترفين (اليابانية)
- ماساكازو تاشيرو على موقع قاعدة بيانات كرة القدم.إي يو (الإنجليزية)
- ماساكازو تاشيرو على موقع Soccerbase.com (لاعب) (الإنجليزية)
- ماساكازو تاشيرو على موقع Soccerway.com (الإنجليزية)
- ماساكازو تاشيرو على موقع عالم كرة القدم.نت (الإنجليزية)
- ماساكازو تاشيرو على موقع كووورة